# Low level lasertherapie
Low level lasertherapie (LLLT) is een therapie om mondslijmvliesontstekingen te voorkomen en te behandelen. Een synoniem voor lasertherapie is fotobiomodulatie of lichttherapie. Licht is een vorm van elektromagnetische straling en kan in hoge dosissen schadelijk zijn voor de cellen en weefsels. In een lage dosis “low level” kan het de activiteiten van de groeifactoren verhogen waardoor de wondgenezing gestimuleerd wordt. Er zijn momenteel geen bijwerkingen gepubliceerd in wetenschappelijk onderzoek.
De meeste ziekenhuizen hanteren de volgende joule bij het toepassen van lasertherapie voor mensen met letsel van mucositis. Het aantal joule is afhankelijk van de graad van de mucositis.
- Preventieve toepassing: laser instellen op 1 joule en 2 seconden toepassen
- Graad 1: 2 joule/ 4 seconden
- Graad 2: 4 joule/ 8 seconden
- Graad 3: 8 joule/ 16 seconden
- Graad 4: 16 joule/ 32 seconden

De lasertherapie zou zorgen voor pijnverlichting wanneer de patiënten last hebben van letsels in de mond en het zorgt ervoor dat de letsels sneller genezen. De symptomen van orale mucositis zoals moeilijk slikken door pijn, kans op infecties en dysartrie zouden verlicht kunnen worden met de lasertherapie.
LLLT heeft ook een effect in het voorkomen van mondslijmvliesontstekingen. Het zorgt er preventief voor dat de letsel/ontstekingen optreden in een lagere graad dan wanneer je preventief geen lasertherapie toepast. Er zijn twee doelgroepen van patiënten met kanker waar het preventief laseren aangeraden is: patiënten die hoge dosissen chemo krijgen en patiënten die voorbereid worden voor stamceltransplantatie.
Het is een niet-invasieve B2-handeling maar het vereist wel een aangepaste opleiding van de zorgverlener die het toepast. Een B2 handeling is een technische handeling die de verpleegkundige mag uitvoeren na medisch voorschrift.